# ハンコック郡 (オハイオ州)
ハンコック郡（英: Hancock County）は、アメリカ合衆国オハイオ州の北西部に位置する郡である。2010年国勢調査での人口は74,782人であり、2000年の71,295人から4.9%増加した。郡庁所在地はフィンドレー市（人口41,202人）であり、同郡で人口最大の都市でもある。
郡名はアメリカ独立宣言に最初に署名したジョン・ハンコックに因んで名付けられた。ハンコック郡はトレド大都市圏との結びつきが強く、その中に含まれると考える者もいる。

## 歴史
ハンコック郡は1828年1月21日に、ウッド郡南部が分離し、オハイオ州議会によって創設された。当初はフィンドレー郡区のみが入っていたが、同年4月にはアマンダ、ウェルフェア（現在のデラウェア）各郡区が追加された。その後は新しい郡区が決められていった。1829年にジャクソン、1830年12月にリバティとマリオン、1831年にビッグリック、ブランチャード、ヴァンビューレン、1832年にワシントン、ユニオン、イーグル、1833年にカスとポーテージ、1835年にプレザント、1836年にオレンジ、1840年にマディソンが作られ、最後は1850年のアレン郡区だった。当初の郡域は一辺が24マイル (38 km) 近い正方形だったが、1845年にワイアンドット郡が作られたときに南東部が削られた。

## 地理
アメリカ合衆国国勢調査局に拠れば、郡域全面積は533.66平方マイル (1,382.2 km2)であり、このうち陸地531.36平方マイル (1,376.2 km2)、水域は2.30平方マイル (6.0 km2)で水域率は0.43%である。

### 隣接する郡
- ウッド郡 - 北
- セネカ郡 - 北東
- ワイアンドット郡 - 南東
- ハーディン郡 - 南
- アレン郡 - 南西
- パットナム郡 - 西
- ヘンリー郡 - 北西隅

## 人口動態
以下は2000年国勢調査による人口統計データである。
| 基礎データ - 人口: 71,295人 - 世帯数: 27,898 世帯 - 家族数: 19,138 家族 - 人口密度: 52人/km2（134人/mi2） - 住居数: 29,785軒 - 住居密度: 22軒/km2（56軒/mi2） 人種別人口構成 - 白人: 95.14% - アフリカン・アメリカン: 1.11% - ネイティブ・アメリカン: 0.18% - アジア人: 1.22% - 太平洋諸島系: 0.02% - その他の人種: 1.22% - 混血: 1.12% - ヒスパニック・ラテン系: 3.07% 年齢別人口構成 - 18歳未満: 25.7% - 18-24歳: 9.7% - 25-44歳: 28.7% - 45-64歳: 22.6% - 65歳以上: 13.2% - 年齢の中央値: 36歳 - 性比（女性100人あたり男性の人口） - 総人口: 94.3 - 18歳以上: 91.2 | 世帯と家族（対世帯数） - 18歳未満の子供がいる: 32.6% - 結婚・同居している夫婦: 56.4% - 未婚・離婚・死別女性が世帯主: 8.7% - 非家族世帯: 31.4% - 単身世帯: 26.0% - 65歳以上の老人1人暮らし: 9.8% - 平均構成人数 - 世帯: 2.49人 - 家族: 3.01人 収入と家計 - 収入の中央値 - 世帯: 43,856米ドル - 家族: 51,490米ドル - 性別 - 男性: 37,139米ドル - 女性: 24,374米ドル - 人口1人あたり収入: 20,991米ドル - 貧困線以下 - 対人口: 7.5% - 対家族数: 5.2% - 18歳未満: 8.8% - 65歳以上: 6.1% |

## 郡区

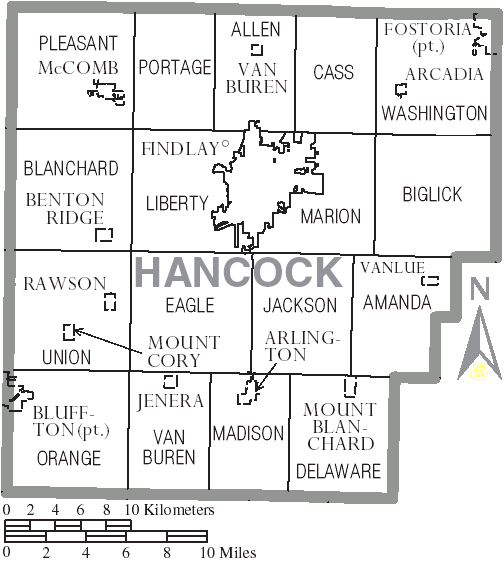
ハンコック郡図

ハンコック郡監査役章

ハンコック郡は下記17の郡区に分割されている。
| - アレン - アマンダ - ビッグリック - ブランチャード - カス - デラウェア | - イーグル - ジャクソン - リバティ - マディソン - マリオン - オレンジ | - プレザント - ポーテージ - ユニオン - ヴァンビューレン - ワシントン |

## 都市と町
- フィンドレー - 郡庁所在地
- フォストリア

### 村
| - アーカディア - アーリントン - ベントンリッジ - ブラフトン - ジェネラ - マコーム | - マウントブランチャード - マウントコーリー - ローソン - ヴァンビューレン - バンルー |

### 未編入の町
| - バトラーズミル - チェイス - デューイビル - ハンコック - フックタウン - モーティマー | - ニュースターク - プラッツ - ショータウン - ウェストインディペンデンス - ウェストパーク - ウィリアムズタウン |